# Psorophora pallescens
Psorophora pallescens är en tvåvingeart som beskrevs av Edwards 1922. Psorophora pallescens ingår i släktet Psorophora och familjen stickmyggor. Inga underarter finns listade i Catalogue of Life.